# 馮錤
馮錤（1438年—？），字時用，浙江寧波府慈谿縣人，明朝政治人物。進士出身。

## 生平
成化元年（1465年）舉乙酉科浙江鄉試第六十三名。成化二年（1466年）聯捷丙戌科會試第一百五名，殿試登進士第三甲第一百七十四名。

## 家族
曾祖馮孟均。祖父馮默。父亲馮垔。